# 키타나 베이커

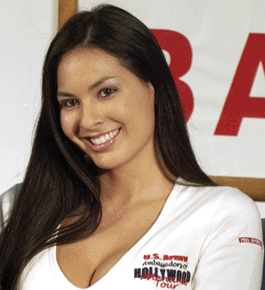

키타나 베이커(Kitana Baker, 1977년 7월 15일 ~ )는 미국의 배우, 모델이다.
애너하임에서 태어났다.

## 출연 작품
- 오토 포커스 (2002)
- Incident at Loch Ness (2004)
- Toxic (2008)
- 화이트 온 라이스 (2009, White on Rice)